# クラウディオ・ロペス
クラウディオ・ハビエル・ロペス（Claudio Javier López, 1974年7月17日 - ）は、アルゼンチン・コルドバ州リオ・テルセオ出身の元サッカー選手。アルゼンチン代表であった。ポジションはフォワード。サッカー選手を引退してからはラリードライバーとして活動しており、アルゼンチンラリー選手権に参戦している。

## クラブ経歴
16歳だった1990年、エストゥディアンテス・デ・ラ・プラタでプロサッカー選手としてのキャリアをスタートさせ、1992年にはラシン・クルブに移籍して出場機会を得た。

### バレンシア
1996年夏、リーガ・エスパニョーラのバレンシアCFに移籍。1996-97シーズンは32試合に出場して3得点を挙げた。1997-98シーズンは28試合に出場して12得点を挙げ、アルゼンチン代表にも定着。1998-99シーズンには完全に中心選手となり、国内リーグで21得点したほか、コパ・デル・レイ優勝にも貢献した。1999-2000シーズンにはUEFAチャンピオンズリーグで躍進。準々決勝ではSSラツィオ（イタリア）と対戦し、ファーストレグはロペスの得点などで5-2と大勝した。決勝ではレアル・マドリードに0-3で敗れたが、同大会でクラブ史上最高の成績を残した。FCバルセロナに相性が良く、バルセロナ戦15試合で12得点を挙げている。

### ラツィオ
2000年夏、イタリア・セリエAのラツィオに移籍。移籍金は3500万ユーロと報じられ、背番号7を与えられた。数ヶ月前にUEFAチャンピオンズリーグでラツィオとバレンシアが対戦した際にセルジオ・クラニョッティ会長が興味を抱いたとされる。代表でチームメイトのエルナン・クレスポ、ディエゴ・シメオネ、フアン・セバスティアン・ベロン、ロベルト・センシーニなど多くのアルゼンチン人選手がラツィオに在籍していた。9月8日、スーペルコッパ・イタリアーナのインテル戦 (4-3) でデビューし、2得点を挙げてトロフィー獲得に貢献。2000-01シーズンにはUEFAチャンピオンズリーグに出場し、スタディオ・オリンピコでのRSCアンデルレヒト戦ではコーナーキックを直接ゴールに蹴り込んで得点を挙げた。11月1日のブレシア・カルチョ戦で左膝靭帯を損傷して残りのシーズンを棒に振り、リーグ戦では16試合出場無得点でシーズンを終えた。2001年夏にはバレンシアでチームメイトだったガイスカ・メンディエタが加入。2001-02シーズン開幕戦のピアチェンツァ・カルチョ戦で復帰して得点も挙げると、同シーズンはレギュラーとして29試合に出場して10得点を挙げた。ラツィオは財政難に見舞われたが、2002-03シーズンベルナルド・コッラーディとコンビを組み、14得点（リーグ6位）12アシスト（リーグトップ）を記録した。2002年12月9日のインテル戦ではハットトリックを達成したが、その後3点差を追いつかれて引き分けた。2003-04シーズンはUEFAチャンピオンズリーグに出場したが、ラツィオはグループ最下位でグループリーグ敗退に終わった。

### メキシコとラシン復帰
2003-04シーズン終了後にプリメーラ・ディビシオン・メヒカーナのクラブ・アメリカに移籍。アペルトゥーラ2004で17試合に出場して4得点を挙げると、クラウスーラ2005では10得点を挙げて10度目のリーグ優勝に貢献。2004-05シーズン全体では14得点を挙げた。バレンシアやラツィオではリーグ優勝の経験がないため、自身初のリーグ優勝となった。2006年のCONCACAFチャンピオンズカップでは、決勝のエストゥディアンテス・テコス戦で2得点するなどして優勝に貢献。同年12月には日本で開催されたFIFAクラブワールドカップに出場した。2007年1月、11年ぶりにラシン・クルブへ復帰。出場機会は後半からの途中出場が多かったが何度も重要な得点を挙げた。

### MLS時代
2008年3月7日、フリートランスファーでメジャーリーグサッカー (MLS) のカンザスシティ・ウィザーズと契約したと発表された。特別指定選手の資格を有さず、ウィザーズのサラリーキャップである年俸41万5000ドルでの契約だった。3月29日のD.C. ユナイテッド戦でデビューし、その試合で移籍後初得点も挙げた。2010年2月23日には2シーズン過ごしたカンザスシティ・ウィザーズを退団した。4月2日、コロラド・ラピッズと契約した。2010年シーズン終了後、ラピッズは契約延長オプションを行使せず、ロペスはMLSのリエントリー・ドラフトに参加。フリーエージェントとなったが、リエントリー・ドラフトではどのクラブからも指名されなかった。

## 代表経歴
1993年5月13日、南アフリカ戦でアルゼンチンA代表デビュー。1996年にはU-23アルゼンチン代表としてアトランタオリンピックに出場し、6試合出場2得点の成績で銀メダル獲得に貢献。バレンシアで活躍した1997-98シーズン中にアルゼンチンA代表に定着し、1998 FIFAワールドカップのメンバーに選出された。全5試合に出場してベスト8の成績を修めた。準々決勝のオランダ戦では、アルゼンチン代表の大会通算100得点目となる節目の得点を挙げたが、試合終了間際にデニス・ベルカンプに決勝点を決められ、1-2で敗れて敗退が決まった。2002 FIFAワールドカップでは2試合に出場したが、グループリーグ敗退という結果に終わった。

## 代表歴

### 出場大会
- アルゼンチン代表
  - 1998 FIFAワールドカップ (ベスト8)
  - 2002 FIFAワールドカップ (グループリーグ敗退)

### 試合数
- 国際Aマッチ 54試合 10得点（1995年-2003年）[7]

| アルゼンチン代表 | 国際Aマッチ | 国際Aマッチ |
| 年               | 出場        | 得点        |
| ---------------- | ----------- | ----------- |
| 1995             | 2           | 0           |
| 1996             | 4           | 0           |
| 1997             | 8           | 2           |
| 1998             | 12          | 3           |
| 1999             | 4           | 0           |
| 2000             | 8           | 2           |
| 2001             | 8           | 3           |
| 2002             | 6           | 0           |
| 2003             | 2           | 0           |
| 通算             | 54          | 10          |

## タイトル
バレンシアCF
- コパ・デル・レイ (1) : 1998-99
- スーペルコパ・デ・エスパーニャ (1) : 1999

SSラツィオ
- コッパ・イタリア (1) : 2003-04
- スーペルコッパ・イタリアーナ (1) : 2000

クラブ・アメリカ
- プリメーラ・ディビシオン (1) : クラウスーラ2005
- CONCACAFチャンピオンズカップ (1) : 2006
- カンペオン・デ・カンペオーネス (1) : 2004-05

コロラド・ラピッズ
- メジャーリーグサッカー
  - イースタン・カンファレンス (1) : 2010
  - MLSカップ (1) : 2010